# Třída Ajanami
Třída Ajanami byla lodní třída torpédoborců Japonských námořních sil sebeobrany. Skládala se ze sedmi jednotek, sloužících v letech 1958–1990.

## Stavba
Celkem bylo v letech 1956–1960 postaveno sedm jednotek této třídy. První čtyři byly objednány v rámci programu z roku 1955, přičemž v programech pro roky 1957–1958 byly objednány ještě další tři.
Jednotky třídy Ajanami:
| Jméno             | Založení kýlu      | Spuštěna       | Vstup do služby | Status                                                       |
| ----------------- | ------------------ | -------------- | --------------- | ------------------------------------------------------------ |
| Ajanami (DD-103)  | 20. listopadu 1956 | 1. června 1957 | 17. února 1957  | od roku 1978 pomocná loď (ASU-7004), vyřazen                 |
| Isonami (DD-104)  | 14. prosince 1956  | 30. září 1957  | 14. března 1958 | od roku 1978 cvičná loď (ASU-7006, později TV-3502), vyřazen |
| Uranami (DD-105)  | 1. února 1957      | 29. srpna 1957 | 27. února 1958  | od roku 1978 pomocná loď (ASU-7005), vyřazen                 |
| Šikinami (DD-106) | 24. prosince 1956  | 25. září 1957  | 15. března 1958 | od roku 1978 cvičná loď (ASU-7007, později TV-3503), vyřazen |
| Takanami (DD-110) | 8. listopadu 1958  | 8. srpna 1959  | 30. ledna 1960  | od roku 1985 pomocná loď (ASU-7009), vyřazen                 |
| Ónami (DD-111)    | 20. března 1959    | 13. února 1960 | 29. srpna 1960  | od roku 1985 pomocná loď (ASU-7013), vyřazen                 |
| Makinami (DD-112) | 20. března 1959    | 25. dubna 1960 | 30. října 1960  | od roku 1985 pomocná loď (ASU-7014), vyřazen                 |

## Konstrukce

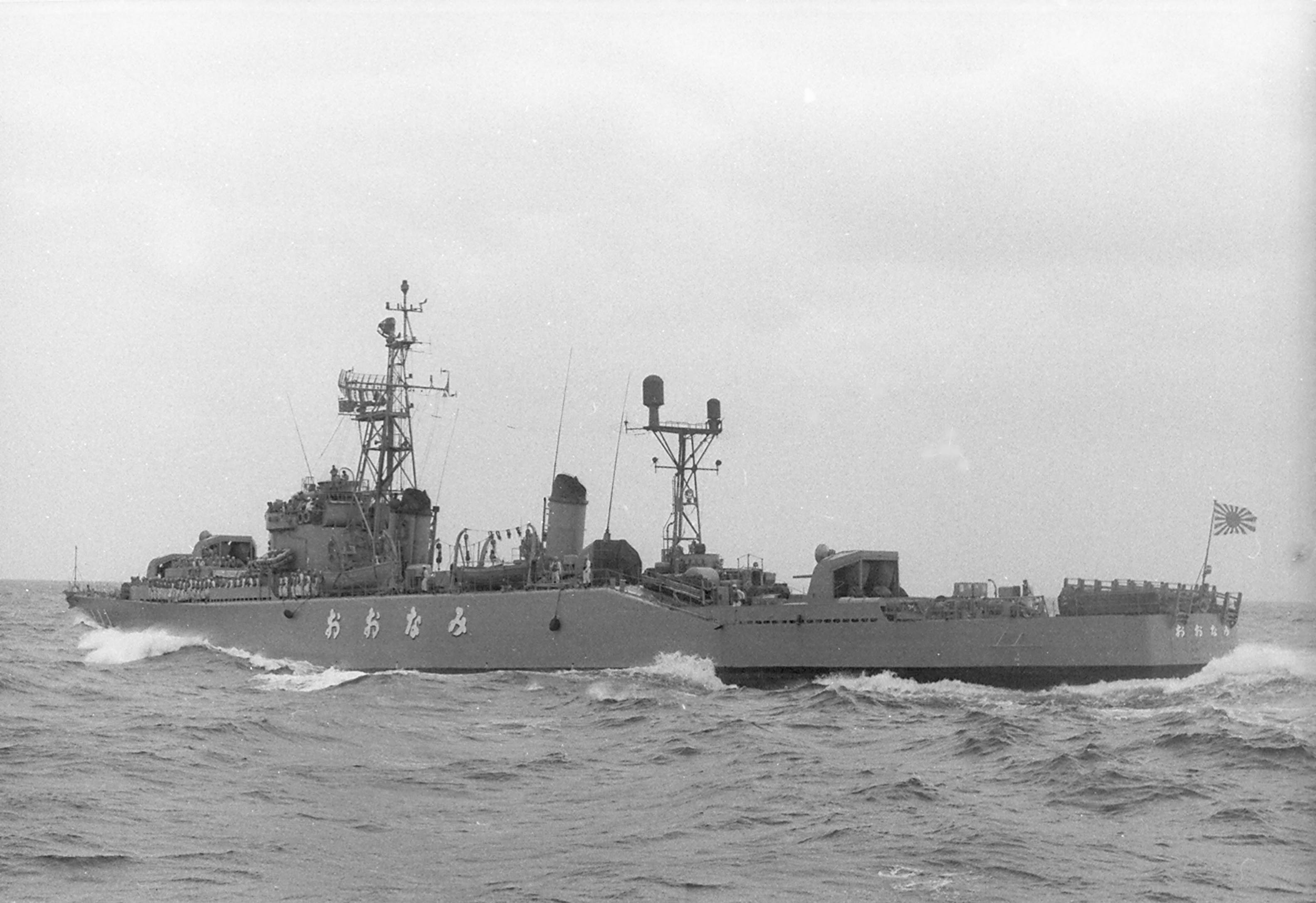
Ónami (DD-111)

Torpédoborce byly vyzbrojeny šesti 76,2mm kanóny ve dvoudělových věžích. Uprostřed trupu byl umístěn čtyřhlavňový 533mm torpédomet a přebíjecí zařízení s rezervní sadou torpéd. Protiponorkovou výzbroj tvořily dva salvové vrhače hlubinných pum Hedgehog a dvě skluzavky hlubinných pum. První čtveřice nesla radary OPS-1, OPS-2 a trupový sonar OQS-12. Druhá skupina této třídy nesla modernější radar OPS-15 a trupový sonar OQS-14. Pohonný systém tvořily dva kotle a dvě převodové turbíny o výkonu 35 000 shp, pohánějících dva lodní šrouby. Nejvyšší rychlost dosahovala 32 uzlů.

### Modernizace
V letech 1965–1967 dostaly Ajanami, Isonami a Takanami vlečný sonar OQA-1. Isonami a Šikinami byly v letech 1975–1976 upraveny na cvičné lodě – byly z nich demontovány torpédomety, které nahradily nové nástavby.